# Zajarivka
Zajarivka (en ucraniano: Захарівка) es un pueblo ucraniano perteneciente al óblast de Odesa. Situado en el suroeste del país, es parte del raión de Rozdilna y centro del municipio (hromada) homónimo.

## Toponimia
En todos los idiomas de importancia local, el asentamiento se conoce con el nombre de Zajarievka (en ruso: Захарьевка; en rumano: Zaharievca). Entre 1927 y 2016 el sitio fue conocido como Frúnzivka (en ucraniano: Фрунзівка; en ruso: Фрунзовка, romanizado: Frúnzovka).

## Geografía
Zajarivka se encuentra en la zona de estepa forestal, en el valle del río Kuchurhan. 

## Historia
En el territorio de Zajarivka y sus alrededores se encontraron restos de un asentamiento mesolítico de hace 13.000 años y un gran cementerio de la cultura de Cherniajov (siglos III-VI d. C.).
Se cree que la población fue fundada en el siglo XVIII por siervos rusos fugados y moldavos que migraron desde el Dniéster, cuando el territorio estaba dominado por el Imperio otomano.
Zajarivka y su comarca pasaron al Imperio ruso cuando este se anexionó el Yedisán en la guerra ruso-turca de 1787-1792. En 1843, Zajarivka recibió el estatus de ciudad y se convirtió en el centro del vólost. En el siglo XIX la gran mayoría de los artesanos y pequeños comerciantes eran judíos. En la transición del siglo XIX al XX la mitad de la población era judía.
El 7 de noviembre de 1927, décimo aniversario de la revolución de Octubre, fue denominada oficialmente Frúnzivvka en honor a Mijaíl Frunze, cuyo padre era natural y vecino de esta población.
Durante la Segunda Guerra Mundial, Frunzivka estuvo ocupada por el reino de Rumanía como parte de la gobernación de Transnistria entre el 1 de agosto de 1941 y el 4 de abril de 1944.
Desde 1963, Zajarivka es un asentamiento de tipo urbano.
El 19 de mayo de 2016, el lugar fue redenominada oficialmente Zajarivka por la Rada Suprema ucraniana en aplicación de la ley que prohibió los nombres de origen comunista. Zajarivka fue el centro del raión de Zajarivka hasta 2020, año en el que se hizo una reforma administrativa que redujo el número de raiónes del óblast de Odesa a siete, y el asentamiento pasó a ser parte del raión de Rozdilna.En 2023, Zajarivka perdió el estatus de asentamiento de tipo urbano en la legislación ucraniana debido a la eliminación de este estatus administrativo.

## Demografía
La evolución de la población de Zajarivka entre 1886 y 2022 fue la siguiente:
| 784                                                           | 3808 | 5111 | 5174 | 5281 | 5142 |
| (Fuente: Cities & Towns of Ukraine y UKRAINE: Größere Städte) |      |      |      |      |      |

Según el censo de 2001, la lengua materna de la mayoría de los habitantes, el 92,43%, es el ucraniano; del 5,38% es el ruso; y del rumano, 1,33%.

## Infraestructura

### Transporte
Por la localidad pasan la carretera comarcal R-33 y la carretera territorial T-1614. La estación de tren más cercana está en Zatishshia, a 12 kilómetros.